# Paracotis bipandata
Paracotis bipandata là một loài bướm đêm trong họ Geometridae.